# Epirus (provincia)
Epirus római provincia volt, amely az 1. századtól a késő ókorig állt fenn és az ókori görög Épeirosz területét, valamint a délen határos Akarnániát foglalta magába.

## Története

### Római kor
Miután a rómaiak Kr. e. 148-ban megszállták Épeirosz területét, azt az akkor kialakított Macedonia provinciához csatolták. Augustus idejében aztán Epirus Achaia provinciához tartozott. A görögöket különösen kedvelő Nero császár az összes többi görög provinciával együtt szabaddá nyilvánította, és megszüntette a római államigazgatást is. Vespasianus idején létrehozták a császári római Epirus provinciát, amely egészen a bizánci időkig megmaradt és azon kevés provinciák közé tartozott, amelynek határát a Diocletianusi reformok a 3. század után nem igazították ki, de megkülönböztetésül az újonnan létrehozott Epirus Nova provinicához („Ùj-Epirus”) az eredetit átnevezték Epirus Vetus provinciára („Ó-Epirus”). Fővárosa az Augusztus császár alapította római kolónia Nikopolisz volt. A 9. században a provinciát a bizánci Téma Nikopolisz váltotta fel.

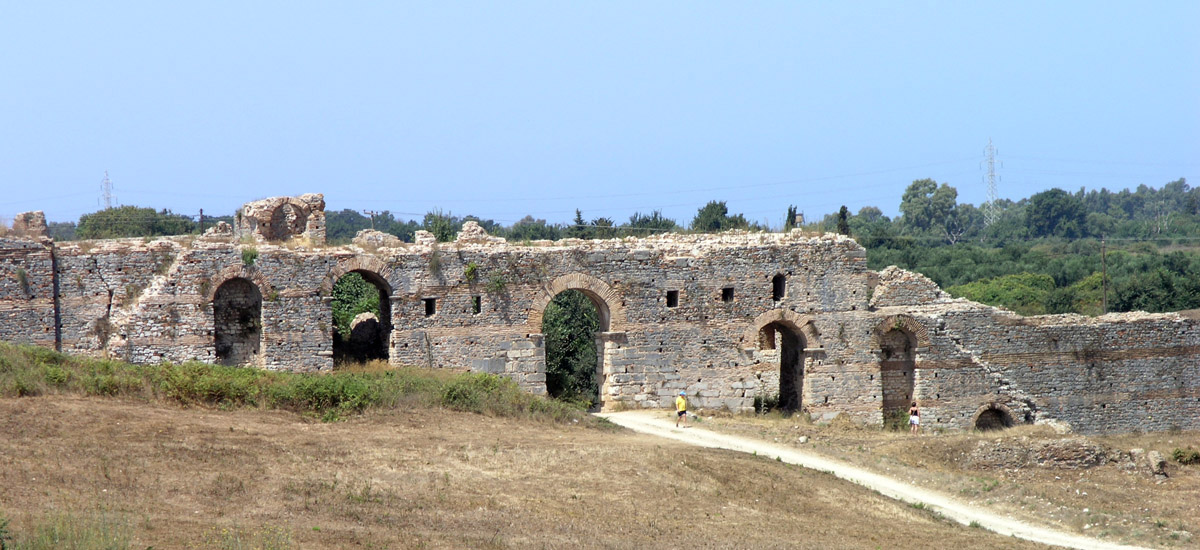
Nikopolisz késő ókori városfala

## Települései
| Latin név | Mai ország és név | Leírás                                                           |
| --------- | ----------------- | ---------------------------------------------------------------- |
| Oricum    | Orikum            |                                                                  |
| Onchesmus | Saranda           |                                                                  |
| Buthrotum | Butrint           |                                                                  |
| Photice   | Paramüthiá        |                                                                  |
| Dodona    | Dodona            |                                                                  |
| Ambracia  | Arta              |                                                                  |
| Nicopolis | Preveza           | A provincia székhelye, Augustus alapította actiumi győzelme után |
| Stratus   |                   |                                                                  |
| Same      | Szami             | Kefalina szigetén                                                |
| Corcyra   | Korfu             | Korfu szigetén                                                   |